# Судивой Волімонтович
Судивой Волімонтович, також Судзи(і)вой Волі(и)мунтович (нар. поч. XV століття — пом. після 1459) — державний діяч, дипломат Великого князівства Литовського, староста (намісник) ковенський (1431-1432, 1447-1459), канцлер князівський (1441-1444), намісник смоленський (1445-1447), каштелян віленський (1451-1458)

## Життєпис
Народився, ймовірно, на початку XV століття у сім'ї литовського боярина Волімонта Бушковича, належав до одного з найбагатших литовських родів Волімонтовичів. Писався у документах «із Дзєволтува» (тепер — Дельтува біля Укмерге) — імовірно саме там і народився. Мав 6 братів — Явнута, Румбольда, Кезгайла, Шедібора, Гудигерда та Сегебута. Із дружиною невідомого імені мали сина Станка (Станіслава), пізнішого маршалка господарського і засновника роду Станкевичів (Станковичів), та доньку невідомого імені, дружину Івашка (Яна) В'яжевича, троцького воєводи.
Вперше згадується у документах навесні 1431 року як староста ковенський, брав участь у посольстві великого князя Свидригайла до великого магістра Тевтонського ордену Пауля фон Русдорфа у Марієнбурзі. Цього ж року разом із братами брав участь у Луцькій війні, підписав перемир'я з Польщею 1 вересня 1431 року у Чарторийську. Був також серед підписантів Христмемельського договору з Тевтонським орденом 15 травня 1432 року, брав участь у польсько-орденських переговорах у серпні цього ж року.
Після державного перевороту у Великому князівстві Литовському 1 вересня 1432 року та приходу до влади Сигізмунда Кейстутовича, брати Судивоя потрапили в опалу та були ув'язнені. Того ж року Явнут, Румбольд, Гудигерд та Шедібор Волімонтовичі були страчені за підтримку Свидригайла, Кезгайлу та Судивою вдалось зберегти життя. Останній втратив уряд старости ковенського, хоча й не був звинувачений у підтримці Свидригайла. Потім на боці Сигізмунда Кейстутовича був підписантом Гродненської унії 1434 року.
Судивой швидко став наближеною особою нового великого князя Казимира, з 1441 року був його канцлером. 1445 року взяв участь у поході литовського війська на московські землі, під час якого були нанесені удари по Козельську, Можайську, Калузі; з вересня цього року став намісником смоленським. Протягом 1445—1448 років неодноразово був послом до Тевтонського ордену. Влітку 1447 року був знову призначений старостою ковенським, а з 1451 року отримав уряд каштеляна віленського, який забезпечив йому стале місце у великокняжій раді. Засвідчив серед інших грамоту великого князя Казимира митрополиту Київському 1451 року. Брав участь у приєднанні Волині до складу Великого князівства Литовського 1452 року.
Під час Тринадцятирічної війни вплинув на збереження у ній Великим князівством Литовським нейтралітету, підтримував зв'язки із тевтонськими високопосадовцями. Востаннє згадується у документах 2 квітня 1459 року як свідок привілею для свого племінника, Михайла Кезгайловича, на маєток Железниця. Імовірно, невдовзі після цього помер.
Родовий маєток: Дзєволтув біля Вількомира. Пізніше отримав 30 конярів у Онікштах, можливо також, Ботоки (Батакяй) у Жемайтії та Шацьк на Мінщині.

## Підписи та печатки на документах
До акту Чарторийського перемир'я (1431) привісив печатку з написом латиною:
† sigi… sudivolonis …montow
Да акту Гродненської унії (1434) привісив печатку з гербом «Задора» і готичним написом латиною:
† s sudivoionis: de daviltov